# 蔣益
蔣益（1483年—？），字守謙，直隸常州府武進縣人，軍籍，明朝政治人物。

## 生平
正德五年（1510年）庚午科應天府鄉試第一百九名舉人。正德六年（1511年）中式辛未科會試第□百五十四名，登第三甲第二百二十四名進士。

## 家族
曾祖蔣繼祖；祖父蔣能；父蔣容，曾任知州。前母吳氏；前母單氏；母吉氏。具庆下。